# Reial Mallorca Plantilla 2006-2007
La temporada 2006-2007 va suposar un bot qualitatiu per al RCD Mallorca. L'estabilitat accionarial i esportiva, amb Gregorio Manzano assegut a la banqueta, va permetre una bona planificació, i això es va manifestar damunt el terreny de joc al llarg del Campionat. El conjunt vermellenc aconseguí la permanència més plàcida de les darreres temporades, segellant la salvació a manca de sis jornades per al final de Lliga. A més, el tècnic andalús va superar un nou registre, ja que els illencs varen encadenar fins a set victòries consecutives a l'ONO Estadi, una fita mai vista a Primera divisió pel nostre club. En la Copa del Rei, el RCD Mallorca va caure davant el Deportivo de la Corunya, després d'eliminar l'Athletic Club en una apassionant eliminatòria.
La plantilla del primer equip de futbol del Reial Mallorca era formada pels següents jugadors:

## Plantilla 2006-2007
| - 1 Miquel Àngel Moyà - 2 Iván Ramis - 3 Fernando Navarro - 4 Guillermo Pereyra - 6 Ànguelos Basinàs - 7 Fernando Varela - 8 Jordi López - 9 Maxi López - 10 Daniel Kome - 11 Antoni Adrover "Tuni" |  | - 14 Diego Tristán - 15 Ariel Ibagaza - 16 José Carlos de Araujo "Nunes" - 17 Boško Janković - 18 Juan Arango - 19 Víctor Casadesús - 20 Oscar Trejo - 21 Javier Dorado - 22 Sergio Ballesteros - 23 Jonás Gutiérrez - 24 Héctor Berenguel - 25 Antoni Prats |

Els jugadors Maxi López, Jonás i Pereyra tenen passaport italià; Arango el té espanyol.

## Equip tècnic 2006-07
- Gregorio Manzano: Entrenador
- Nando Pons: Secretari Tècnic
- Gonzalo Hurtado: Segon entrenador
- Damià Amer Delegat: Ajudant de Camp
- Toni Servera: Preparador Físic
- Daniel Cardona: Preparador Físic
- Joan Mesquida: Entrenador de Porters
- Joan Pericàs O'Callaghan: Cap dels Serveis Mèdics
- Vicenç Marí: Fisioterapeuta
- Antonio González: Infermer Esportiu
- César Mota : Massatgista
- Pep Claverol: Podòleg
- Luís Martín Adiosgracias: Cap de Material
- José León: Utiller